# 병영법
병영법(Quartering Act)는 1765년 영국 의회에 의해 제정된 법으로 영국군의 식민지 주둔 비용을 줄이기 위해 만들어졌다. 이 법으로 인해 식민지인들은 영국 부대를 위해 병영과 식량을 제공할 의무를 지게 되었다. 이 법은 반란법에 대한 개정법으로 매년 의회의 갱신이 필요하도록 했다. 이 법들은 원래 프렌치 인디언 전쟁 동안 제기된 문제들에 대한 응답으로 제정되었으며, 곧 13개 식민지의 개척민들과 본국과의 관계를 긴장시키는 요소로 작용했다. 이러한 긴장은 이후 ‘미국 독립 전쟁’의 불씨가 되었다.

## 같이 보기
- 참을 수 없는 법